# Cantó de Lesneven
El cantó de Lesneven (bretó Kanton Lesneven) és una divisió administrativa francesa situat al departament de Finisterre a la regió de Bretanya.

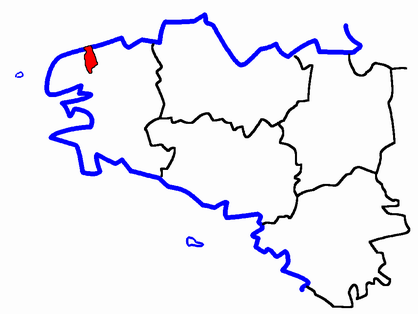
Situació del cantó

## Composició
El cantó aplega 12 comunes :
| Nom bretó        | Nom francès      | Nom gal·ló |
| Brignogan        | Brignogan-Plages | ---        |
| Ar Folgoad       | Le Folgoët       | ---        |
| Goulc'hen        | Goulven          | ---        |
| Kerlouan         | Kerlouan         | ---        |
| Kernouez         | Kernouës         | ---        |
| Lesneven         | Lesneven         | ---        |
| Plouzeniel       | Ploudaniel       | ---        |
| Plouider         | Plouider         | ---        |
| Plouneour-Traezh | Plounéour-Trez   | ---        |
| Sant-Fregan      | Saint-Frégant    | ---        |
| Sant-Neven       | Saint-Méen       | ---        |
| Tregantareg      | Trégarantec      | ---        |

## Història
| Data d'elecció                           | Identitat     | Partit | Qualitat |
| ---------------------------------------- | ------------- | ------ | -------- |
| 2001-                                    | Jérôme Ronvel | UMP    |          |
| les dades anteriors no són pas conegudes |               |        |          |
|                                          |               |        |          |